# Francesco De Meo

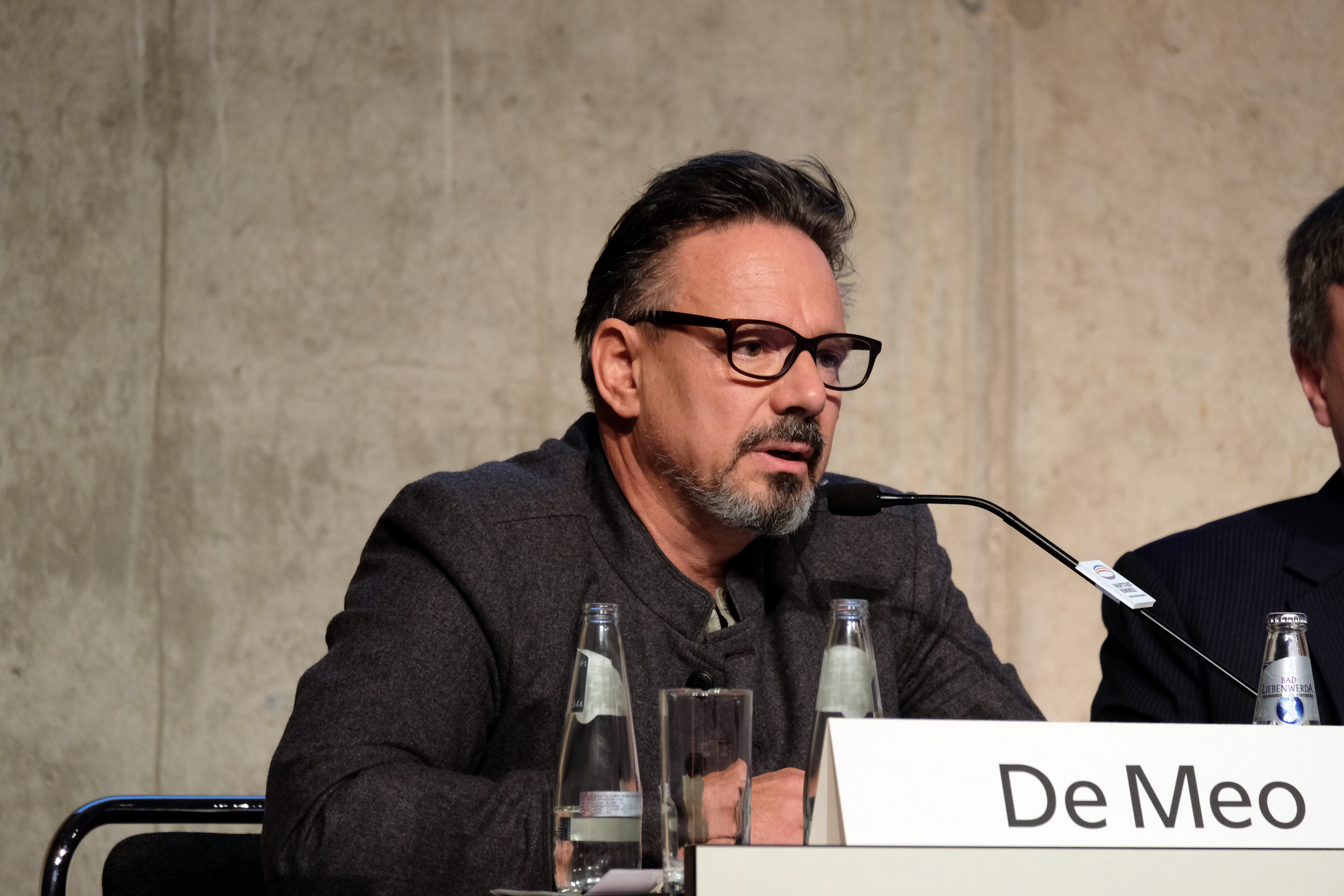
Francesco De Meo in Berlin auf dem Hauptstadtkongress (2019)

Francesco De Meo (* 9. Dezember 1963 in Truchtelfingen) ist ein deutsch-italienischer Manager in der Klinik- und Gesundheitsbranche. Von 2008 bis 2023 war er CEO der Helios-Kliniken und Vorstand des im DAX notierten Gesundheitskonzerns Fresenius.
Als Sohn eines italienischen Gastarbeiters und einer Lohnnäherin wuchs De Meo auf der Schwäbischen Alb auf. Nach seinem Abitur absolvierte er von 1984 bis 1988 ein Studium der Rechtswissenschaften an der Universität Tübingen. 1992 legte er sein Zweites Juristisches Staatsexamen ab und promovierte anschließend 1994. In der Zwischenzeit arbeitete er von 1992 bis 1993 als Rechtsanwalt in einer Stuttgarter Rechtsanwaltskanzlei. 1994 wechselte er in die Unternehmensberatung Rauser GmbH in Reutlingen, bis er 2000 als Leiter für die Abteilung Recht und Personal in die Helios-Kliniken GmbH wechselte. Seit 2001 war er in der Folge Geschäftsführer für Personal und Recht sowie für Forschung und Wissenschaften innerhalb des Helios-Konzerns. 2008 wurde De Meo Vorstandsmitglied in dem Medizintechnik- und Gesundheitsunternehmen Fresenius sowie Vorsitzender der Geschäftsführung der Helios-Klinik GmbH. In der Zeit von 2016 bis 2018 wurde er Vorsitzender der Geschäftsführung der Helios International Holding, ehe er ab März 2018 schließlich Vorsitzender des Konzerns Helios Health wurde. Im Alter von 60 Jahren schied De Meo zum 31. Dezember 2023 aus dem Unternehmen aus. Heute begleitet er weltweit Transformationen und berät Startups im Gesundheitswesen. Im September 2024 erschien sein Buch, in dem er das deutsche Gesundheitswesen aus seiner langjährigen Erfahrung kritisch beleuchtet und seine Vision einer bedarfsgerechten Gesundheitsversorgung der Menschen zeichnet.

## Belege und Anmerkungen
1. ↑  https://www.helios-gesundheit.de/unternehmen/aktuelles/pressemitteilungen/detail/news/pm/
2. ↑  Mario Rollin: Lebenslauf: Gegen den Wind. In: Geo Wissen - den Menschen verstehen. Online abgerufen am 26. Mai 2019 | 0:22 Uhr - online abrufbar
3. ↑  Mario Rollin: Lebenslauf: Gegen den Wind. In: Geo Wissen - den Menschen verstehen. Online abgerufen am 26. Mai 2019 | 0:22 Uhr - online abrufbar
4. ↑  https://www.fresenius.com/de/node/6672
5. ↑  https://fazbuch.de/produkt/den-schlafenden-riesen-wecken/

| Personendaten    | Personendaten                              |
| ---------------- | ------------------------------------------ |
| NAME             | De Meo, Francesco                          |
| KURZBESCHREIBUNG | deutscher Vorsitzender der Helios-Kliniken |
| GEBURTSDATUM     | 9. Dezember 1963                           |
| GEBURTSORT       | Truchtelfingen                             |